# Averequete
Averequete, Aurequete, Verequete, Verequê, Anafrequete Averequê ou Afrequetê (em fon, Afrekete ) é um vodu celeste da família dos vodus ligados ao trovão e ao fogo (Quevioço). Contudo, vive na beira do mar, no lugar onde as ondas quebram formando a espuma branca, sendo assim um vodu ligado às águas salgadas. Desse modo, Averequete relaciona-se tanto com os vodus celestes (Ji-vodun) quanto com os vodus aquáticos (Tó-vodun).
É jovem, adolescente. Sua natureza é alegre e espontânea. É carismático e comunicativo. Gosta de pescar. Como pescador, rege o trabalho, o sustento e a prosperidade.
Averequete é vestido com as cores azul, branco e vermelho. O azul e o branco parecem ter relação com a água e a espuma do mar; já o vermelho parece ser uma forma de reverência a Sobô, vodu que, segundo as lendas, é o pai de Averequete.
Embora não seja propriamente um vodu guerreiro, Averequete carrega algumas armas, sendo a maioria delas ligada à pesca: a vara de pescar, o arpão, o punhal e um machado simples. 